# Sommer-Paralympics 2016/Teilnehmer (Kolumbien)
| stlisierte Goldmedaille | stlisierte Silbermedaille | stlisierte Bronzemedaille |
| ----------------------- | ------------------------- | ------------------------- |
| 2                       | 5                         | 10                        |

Kolumbien entsandte 13 Athletinnen und 26 Athleten zu den Paralympischen Sommerspielen 2016 in Rio de Janeiro,  die in sechs Sportarten antraten. Fahnenträger für Kolumbien bei der Eröffnungsfeier war der Schwimmer Nelson Crispín.

## Medaillen

### Medaillenspiegel
| Rang   | Sportart          | Gold | Silber | Bronze | Gesamt |
| ------ | ----------------- | ---- | ------ | ------ | ------ |
| 1      | Schwimmen         | 1    | 4      | 2      | 7      |
| 2      | Leichtathletik    | 1    | 1      | 5      | 7      |
| 3      | Radsport (Bahn)   | 0    | 0      | 2      | 2      |
| 4      | Radsport (Straße) | 0    | 0      | 1      | 1      |
| Gesamt | Gesamt            | 2    | 5      | 10     | 17     |

## Teilnehmer nach Sportart

### Bogenschießen
| Athleten             | Wettbewerb   | Qualifikation | Qualifikation | 1. Runde  | 1. Runde | Achtelfinale  | Achtelfinale  | Viertelfinale | Viertelfinale | Halbfinale    | Halbfinale    | Finale        | Finale        | Rang |
| Athleten             | Wettbewerb   | Ringe         | Rang          | Gegner    | Ergebnis | Gegner        | Ergebnis      | Gegner        | Ergebnis      | Gegner        | Ergebnis      | Gegner        | Ergebnis      | Rang |
| -------------------- | ------------ | ------------- | ------------- | --------- | -------- | ------------- | ------------- | ------------- | ------------- | ------------- | ------------- | ------------- | ------------- | ---- |
| Männer               |              |               |               |           |          |               |               |               |               |               |               |               |               |      |
| German Gomez Perdomo | Recurve Open | 556           | 29            | T. Ueyama | 0:6      | ausgeschieden | ausgeschieden | ausgeschieden | ausgeschieden | ausgeschieden | ausgeschieden | ausgeschieden | ausgeschieden | 17   |

### Leichtathletik
Laufen
| Athleten | Wettbewerb     | Vorlauf     | Vorlauf | Halbfinale    | Halbfinale    | Finale        | Finale        | Rang |
| Athleten | Wettbewerb     | Zeit        | Rang    | Zeit          | Rang          | Zeit          | Rang          | Rang |
| --- | -------------- | ----------- | ------- | ------------- | ------------- | ------------- | ------------- | ---- |
| Männer |                |             |         |               |               |               |               |      |
| Delfo Jose Arce Orozco Guide: Arley Barrios Parejo                                                                     | 100 m T11      | 11,68 s     | 3       | 11,68 s       | 3             | ausgeschieden | ausgeschieden | 9    |
| Luis Fernando Lucumi Villegas                                                                                          | 100 m T38      | 11,78 s     | 5       | —             | —             | ausgeschieden | ausgeschieden | 9    |
| Weiner Javier Diaz Mosquera                                                                                            | 100 m T38      | 11,48 s     | 3       | —             | —             | DSQ           | DSQ           | 8    |
| Dixon de Jesus Hooker Velasquez                                                                                        | 100 m T38      | 13,26 s     | 6       | —             | —             | ausgeschieden | ausgeschieden | 11   |
| Cristian Torres | 100 m T52      | 18,23 s     | 4       | —             | —             | 18,33 s       | 7             | 7    |
| Delfo Jose Arce Orozco Guide: Arley Barrios Parejo                                                                     | 200 m T11      | 24,20 s     | 2       | ausgeschieden | ausgeschieden | ausgeschieden | ausgeschieden | 11   |
| Weiner Javier Diaz Mosquera                                                                                            | 400 m T38      | 52,34 s     | 1       | —             | —             | 51,44 s       | 3             |      |
| Dixon de Jesus Hooker Velasquez                                                                                        | 400 m T38      | 53,89 s     | 1       | —             | —             | 54,80 s       | 6             | 6    |
| Cristian Torres | 400 m T52      | 1:05,14 min | 6       | —             | —             | ausgeschieden | ausgeschieden | 13   |
| Cristian Torres | 1500 m T52     | —           | —       | —             | —             | 3:56,90 min   | 7             | 7    |
| Elkin Alonso Serna Moreno                                                                                              | Marathon T12   | —           | —       | —             | —             | DNF           | DNF           | DNF  |
| Frauen |                |             |         |               |               |               |               |      |
| Sonia Sirley Luna Rodriguez Guide: Wilmar Cabrera Estremor                                                             | 100 m T11      | 13,34 s     | 3       | ausgeschieden | ausgeschieden | ausgeschieden | ausgeschieden | 12   |
| Martha Liliana Hernandez Florian                                                                                       | 100 m T36      | 14,82 s     | 2       | —             | —             | 14,71 s       | 3             |      |
| Daniela Rodriguez Angulo                                                                                               | 100 m T36      | 15,29 s     | 3       | —             | —             | 15,23 s       | 5             | 5    |
| Dayana Anyuor Guerra Beltran                                                                                           | 100 m T37      | 16,33 s     | 5       | —             | —             | ausgeschieden | ausgeschieden | 10   |
| Sonia Sirley Luna Rodriguez Guide: Wilmar Cabrera Estremor                                                             | 200 m T11      | 26,31 s     | 1       | 26,37 s       | 2             | ausgeschieden | ausgeschieden | 8    |
| Daniela Rodriguez Angulo                                                                                               | 200 m T36      | 32,22 s     | 3       | —             | —             | 32,83 s       | 7             | 7    |
| Martha Liliana Hernandez Florian                                                                                       | 200 m T36      | 34,94 s     | 4       | —             | —             | ausgeschieden | ausgeschieden | 9    |
| Maritza Arango Buitrago Guide: Jonathan Sanchez Gonzalez                                                               | 1500 m T11     | 4:58,43 min | 1       | —             | —             | 4:45,33 min   | 3             |      |
| Marcela Gonzalez | 1500 m T13     | 4:54,11 min | 4       | —             | —             | 4:49,37 min   | 5             | 5    |
| Yesenia Maria Restrepo Munoz Maritza Arango Buitrago Sonia Sirley Luna Rodriguez Marcela Gonzalez                      | 4x100 m T11-13 | —           | —       | —             | —             | 51,93 s       | 3             |      |
| Martha Liliana Hernandez Florian Daniela Rodriguez Angulo Martha Patricia Lizcano Tibocha Dayana Anyuor Guerra Beltran | 4x100 m T35-38 | —           | —       | —             | —             | 1:01,85 min   | 5             | 5    |

Springen und Werfen
| Athleten                         | Wettbewerb       | Finale      | Finale      | Rang |
| Athleten                         | Wettbewerb       | Weite       | Rang        | Rang |
| -------------------------------- | ---------------- | ----------- | ----------- | ---- |
| Männer                           |                  |             |             |      |
| Mauricio Valencia                | Kugelstoßen F34  | 11,10 m     | 3           |      |
| Diego Fernando Meneses Medina    | Kugelstoßen F34  | 8,81 m      | 8           | 8    |
| Mauricio Valencia                | Speerwerfen F34  | 36,65 m     | 1           |      |
| Diego Fernando Meneses Medina    | Speerwerfen F34  | 31,31 m     | 4           | 4    |
| Luis Fernando Lucumi Villegas    | Speerwerfen F38  | 49,19 m     | 2           |      |
| Frauen                           |                  |             |             |      |
| Yesenia Maria Restrepo Munoz     | Diskuswerfen F11 | 30,81 m     | 5           | 5    |
| Erica Maria Castano Salazar      | Diskuswerfen F55 | 20,07 m     | 4           | 4    |
| July Catalina Moreno Acosta      | Kugelstoßen F32  | 3,49 m      | 5           | 5    |
| Martha Liliana Hernandez Florian | Kugelstoßen F36  | 8,15 m      | 5           | 5    |
| Yanive Torres Martinez           | Kugelstoßen F54  | 6,12 m      | 5           | 5    |
| Yanive Torres Martinez           | Speerwerfen F54  | keine Weite | keine Weite | NM   |
| Erica Maria Castano Salazar      | Speerwerfen F56  | 16,40 m     | 8           | 8    |

### Powerlifting (Bankdrücken)
| Athleten                      | Wettbewerb | Ergebnis | Rang |
| ----------------------------- | ---------- | -------- | ---- |
| Männer                        |            |          |      |
| Jainer Rafael Cantillo Guette | bis 80 kg  | 206 kg   | 4    |
| Fabio Torres                  | bis 97 kg  | NVL      | NVL  |

### Radsport

#### Straße
| Athleten                  | Wettbewerb            | Zeit         | Rang   |
| ------------------------- | --------------------- | ------------ | ------ |
| Männer                    |                       |              |        |
| Alvaro Galvis Becerra     | Einzelzeitfahren C2   | 29:44,63 min | 9      |
| Alvaro Galvis Becerra     | Straßenrennen C1–2–3  | DSQ          | DSQ    |
| Esneider Munoz Marin      | Einzelzeitfahren C3   | 42:38,92 min | 9      |
| Esneider Munoz Marin      | Straßenrennen C1–2–3  | 1:49:11 h    | 4      |
| Diego German Duenas Gomez | Einzelzeitfahren C4   | 39:43,47 min | 4      |
| Diego German Duenas Gomez | Straßenrennen C4-5    | 2:46:29 h    | 22     |
| Edwin Fabian Matiz Ruiz   | Einzelzeitfahren C5   | 41:49,94 min | 12     |
| Edwin Fabian Matiz Ruiz   | Straßenrennen C4-5    | 2:19:26 h    | 10     |
| Nestor Ayala Ayala        | Einzelzeitfahren T1-2 | 26:09,88 min | 7      |
| Nestor Ayala Ayala        | Straßenrennen T1-2    | 51:00 min    | Bronze |
| Frauen                    |                       |              |        |
| Daniela Carolina Munevar  | Einzelzeitfahren C1-3 | 30:46,88 min | 4      |
| Daniela Carolina Munevar  | Straßenrennen C1-3    | 1:32:12 h    | 10     |

#### Bahn
| Athleten                                                                | Wettbewerb                    | Qualifikation | Qualifikation | Finals          | Finals        | Rang   |
| Athleten                                                                | Wettbewerb                    | Zeit          | Rang          | Gegner          | Zeit          | Rang   |
| ----------------------------------------------------------------------- | ----------------------------- | ------------- | ------------- | --------------- | ------------- | ------ |
| Männer                                                                  |                               |               |               |                 |               |        |
| Alvaro Galvis Becerra                                                   | 3000 m Einerverfolgung C2     | 3:49,238 min  | 3             | L. Rolfe        | 3:49,819 min  | 4      |
| Alvaro Galvis Becerra                                                   | 1000 m Einzelzeitfahren C1-3  | —             | —             | —               | 1:14,076 min  | 14     |
| Esneider Munoz Marin                                                    | 3000 m Einerverfolgung C3     | 3:50,319 min  | 8             | ausgeschieden   | ausgeschieden | 8      |
| Esneider Munoz Marin                                                    | 1000 m Einzelzeitfahren C1-3  | —             | —             | —               | 1:16,541 min  | 19     |
| Diego German Duenas Gomez                                               | 4000 m Einerverfolgung C4     | 4:44,380 min  | 3             | S. Martin       | 4:45,310 min  | Bronze |
| Diego German Duenas Gomez                                               | 1000 m Einzelzeitfahren C4-C5 | —             | —             | —               | 1:10,033 min  | 14     |
| Edwin Fabian Matiz Ruiz                                                 | 4000 m Einerverfolgung C5     | 4:38,924 min  | 3             | L. Cesar Chaman | 4:38,896 min  | Bronze |
| Edwin Fabian Matiz Ruiz                                                 | 1000 m Einzelzeitfahren C4-C5 | —             | —             | —               | 1:06,248 min  | 5      |
| Frauen                                                                  |                               |               |               |                 |               |        |
| Daniela Carolina Munevar                                                | 3000 m Einerverfolgung C1-3   | 4:21,942 min  | 5             | ausgeschieden   | ausgeschieden | 5      |
| Daniela Carolina Munevar                                                | 500 m Einzelzeitfahren C1-3   | —             | —             | —               | 43,266 s      | 7      |
| Mixed                                                                   |                               |               |               |                 |               |        |
| Diego German Duenas Gomez Alvaro Galvis Becerra Edwin Fabian Matiz Ruiz | 750 m Teamsprint C1-5         | —             | —             | —               | 55,376 s      | 7      |

### Rollstuhltennis
| Athleten        | Wettbewerb | 1. Runde    | 1. Runde | 2. Runde      | 2. Runde      | Achtelfinale  | Achtelfinale  | Viertelfinale | Viertelfinale | Halbfinale    | Halbfinale    | Finale / Platz 3 | Finale / Platz 3 | Rang |
| Athleten        | Wettbewerb | Gegner      | Ergebnis | Gegner        | Ergebnis      | Gegner        | Ergebnis      | Gegner        | Ergebnis      | Gegner        | Ergebnis      | Gegner           | Ergebnis         | Rang |
| --------------- | ---------- | ----------- | -------- | ------------- | ------------- | ------------- | ------------- | ------------- | ------------- | ------------- | ------------- | ---------------- | ---------------- | ---- |
| Männer          |            |             |          |               |               |               |               |               |               |               |               |                  |                  |      |
| Eliecer Oquendo | Einzel     | F. Cattaneo | 0:6, 2:6 | ausgeschieden | ausgeschieden | ausgeschieden | ausgeschieden | ausgeschieden | ausgeschieden | ausgeschieden | ausgeschieden | ausgeschieden    | ausgeschieden    | 33   |
| Frauen          |            |             |          |               |               |               |               |               |               |               |               |                  |                  |      |
| Angélica Bernal | Einzel     | —           | —        | M. Buis       | 6:7, 1:6      | ausgeschieden | ausgeschieden | ausgeschieden | ausgeschieden | ausgeschieden | ausgeschieden | ausgeschieden    | ausgeschieden    | 17   |

### Schwimmen
| Athleten                       | Wettbewerb              | Vorlauf     | Vorlauf | Finale        | Finale        | Rang   |
| Athleten                       | Wettbewerb              | Zeit        | Rang    | Zeit          | Rang          | Rang   |
| ------------------------------ | ----------------------- | ----------- | ------- | ------------- | ------------- | ------ |
| Männer                         |                         |             |         |               |               |        |
| Luis Eduardo Rojas Osorno      | 50 m Rücken S1          | —           | —       | 1:46,67 min   | 6             | 6      |
| Luis Eduardo Rojas Osorno      | 100 m Rücken S1         | —           | —       | 3:42,24 min   | 7             | 7      |
| Leider Albeiro Lemus Rojas     | 100 m Rücken S11        | 1:25,29 min | 13      | ausgeschieden | ausgeschieden | 13     |
| Leider Albeiro Lemus Rojas     | 100 m Schmetterling S11 | —           | —       | 1:13,87 min   | 8             | 8      |
| Leider Albeiro Lemus Rojas     | 50 m Freistil S11       | 30,82 s     | 15      | ausgeschieden | ausgeschieden | 15     |
| Daniel Giraldo Correa          | 100 m Rücken S12        | 1:08,37 min | 9       | ausgeschieden | ausgeschieden | 9      |
| Daniel Giraldo Correa          | 100 m Brust SB12        | 1:10,53 min | 4       | 1:10,56 min   | 6             | 6      |
| Daniel Giraldo Correa          | 100 m Schmetterling S13 | 1:02,50 min | 14      | ausgeschieden | ausgeschieden | 14     |
| Daniel Giraldo Correa          | 50 m Freistil S12       | 25,99 s     | 15      | ausgeschieden | ausgeschieden | 15     |
| Diego Fernando Cuesta Martinez | 100 m Rücken S12        | 1:10,02 min | 12      | ausgeschieden | ausgeschieden | 12     |
| Diego Fernando Cuesta Martinez | 100 m Brust SB12        | 1:19,46 min | 11      | ausgeschieden | ausgeschieden | 11     |
| Diego Fernando Cuesta Martinez | 100 m Schmetterling S13 | 1:06,18 min | 18      | ausgeschieden | ausgeschieden | 18     |
| Diego Fernando Cuesta Martinez | 50 m Freistil S12       | 26,28 s     | 17      | ausgeschieden | ausgeschieden | 17     |
| Diego Fernando Cuesta Martinez | 100 m Freistil S13      | 59,37 s     | 21      | ausgeschieden | ausgeschieden | 21     |
| Moises Fuentes Garcia          | 100 m Brust SB4         | —           | —       | 1:37,40 min   | 3             | Bronze |
| Nelson Crispín                 | 100 m Brust SB6         | 1:22,74 min | 1       | 1:21,47 min   | 2             | Silber |
| Nelson Crispín                 | 50 m Schmetterling S6   | 31,27 s     | 3       | 31,30 s       | 4             | 4      |
| Nelson Crispín                 | 50 m Freistil S6        | 29,68 s     | 2       | 29,27 s       | 2             | Silber |
| Nelson Crispín                 | 100 m Freistil S6       | 1:08,54 min | 5       | 1:05,37 min   | 2             | Silber |
| Nelson Crispín                 | 200 m Lagen SM6         | 2:42,25 min | 1       | DSQ           | DSQ           | 8      |
| Carlos Serrano Zarate          | 100 m Brust SB7         | 1:14,01 min | 1       | 1:12,50 min   | 1             | Gold   |
| Carlos Serrano Zarate          | 50 m Schmetterling S7   | 31,79 s     | 5       | 31,07 s       | 4             | 4      |
| Carlos Serrano Zarate          | 50 m Freistil S7        | 28,87 s     | 2       | 28,60 s       | 3             | Bronze |
| Carlos Serrano Zarate          | 100 m Freistil S7       | 1:03,80 min | 2       | 1:01,84 min   | 2             | Silber |
| Carlos Serrano Zarate          | 400 m Freistil S7       | 5:02,27 min | 6       | 4:57,29 min   | 4             | 4      |
| Carlos Serrano Zarate          | 200 m Lagen SM7         | 2:40,58 min | 1       | 2:37,08 min   | 4             | 4      |
| Brayan Mauricio Urbano Herrera | 100 m Brust SB11        | 1:20,74 min | 6       | 1:19,27 min   | 6             | 6      |
| Brayan Mauricio Urbano Herrera | 50 m Freistil S11       | 29,28 s     | 13      | ausgeschieden | ausgeschieden | 13     |
| Brayan Mauricio Urbano Herrera | 100 m Freistil S11      | 1:06,27 min | 11      | ausgeschieden | ausgeschieden | 11     |
| Brayan Mauricio Urbano Herrera | 200 m Lagen SM11        | 2:44,46 min | 9       | ausgeschieden | ausgeschieden | 9      |
| Oscar Andres Osorio Campaz     | 50 m Schmetterling S6   | 37,29 s     | 12      | ausgeschieden | ausgeschieden | 12     |
| Oscar Andres Osorio Campaz     | 50 m Freistil S6        | 31,81 s     | 7       | 31,25 s       | 7             | 7      |
| Oscar Andres Osorio Campaz     | 100 m Freistil S6       | 1:09,56 min | 6       | 1:09,45 min   | 7             | 7      |